# Gustave Charpentier

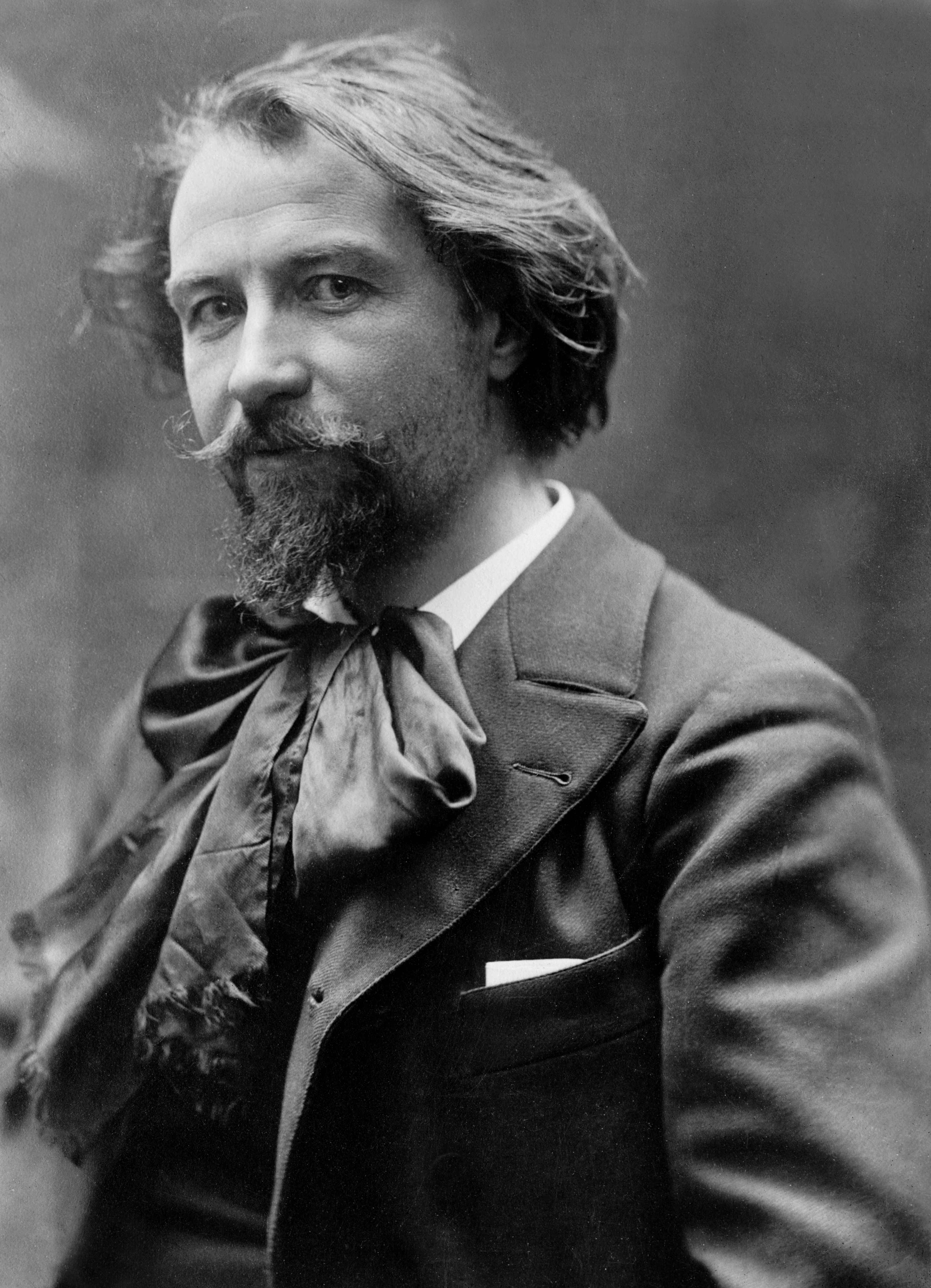
Gustave Charpentier

Gustave Charpentier (Dieuze, 25 juni 1860 – Parijs, 18 februari 1956) was een Franse componist.
Als zoon van een arme bakker kon Charpentier alleen met ondersteuning van de gemeente muziekstudies volgen. Aan het Conservatoire de Paris studeerde hij bij onder anderen Jules Massenet en Émile Pessard.
Zijn vroege composities, waaronder Napoli voor orkest en La Vie du poète voor zangsolisten, koor en orkest, werden gekenschetst als "gewild excentriek". Het muzikaal spektakel Le Couronnement de la muse sloeg beter aan bij het publiek. In 1887 won hij de Prix de Rome met de cantate Didon. Zijn grootste succes werd zijn veristische opera Louise (1900) op een libretto van Saint-Pol-Roux. Het vervolg hierop, Julien (1913), waarin hij delen van La Vie du poète verwerkte, kon dit succes niet evenaren.
Na deze opera's componeerde Charpentier nog maar weinig. Hij ging zich met liefdadigheid bezighouden. In dat verband richtte hij het volksconservatorium Mimi Pinson op. Met die naam eerde hij de romanheldin van Scènes de la bohème van Henry Murger, die de hoofdfiguur werd in de opera's van Puccini en Leoncavallo.

## Werken
Orkestwerken
- Napoli, symphonie sentimentale et pittoresque
- Impressions d'Italie, suite symphonique (1889)
- Munich, poème symphonique (1910-1911)

Werken voor solisten en/of koor met orkest
- Didon, scène lyrique (1887, Prix de Rome-cantate)
- La Vie du poète, drame symphonique pour voix solistes, chœur et orchestre (1888). Later uitgebreid en omgewerkt tot de opera Julien
- La Chanson du chemin pour soprano, ténor, voix de femmes et piano (1893)
- Impressions fausses pour baryton, voix d'hommes et orchestre (1894)
- Sérénade à Watteau voix solistes, chœur et orchestre (1896)
- Le Couronnement de la muse voix solistes, chœur et orchestre (1897)
- Le Chant d'apothéose voix solistes, chœur et orchestre (1902)

Opera's
- Louise (1900), opera ('roman musical')
- Julien, ou La vie du poète (1913)

- Biblioteca Nacional de España: XX956923
- Bibliothèque nationale de France: cb13892401r (data)
- Catàleg d'autoritats de noms i títols de Catalunya: 981058521481806706
- CiNii: DA05038372
- Gemeinsame Normdatei: 118669109
- International Standard Name Identifier: 0000 0001 1047 5403
- Library of Congress Control Number: n83066447
- Nationale Bibliotheek van Letland: 000051545
- Base Léonore: 19800035/161/20663
- MusicBrainz: 87ff9a71-125e-4703-b7c9-ff597c766e56
- Bibliotheek van het Japanse parlement: 01033633
- Nationale Bibliotheek van Tsjechië: jn20000603099
- Nationale Bibliotheek van Israël: 987007275285205171
- Nationale Bibliotheek van Polen: a0000001182540
- Nederlandse Thesaurus van Auteursnamen: 071378154
- Istituto Centrale per il Catalogo Unico: DDSV365886
- SNAC: w6r78s0m
- Système universitaire de documentation: 027685209
- Trove: 991114
- Virtual International Authority File: 27251362
- WorldCat: E39PBJyMfc8xGHXMC4QVCTcHG3